# 臺灣鐵路營運車輛列表
此列表列出歷年來臺灣鐵路公司（原臺灣鐵路管理局，略稱臺鐵或臺鐵局）及其前身全臺鐵路商務總局、臺灣總督府交通局鐵道部營運之各型車輛。

## 機車

### 蒸汽機車
水櫃式蒸汽機車
- 1號、2號：1888年德國霍亨索機車製造廠（德语：Aktiengesellschaft für Lokomotivbau Hohenzollern）製。
- 3號－8號：1889年－1893年英國Hawthorn Leslie and Company（英语：Hawthorn Leslie and Company）製。
- 9號：1871年英國Avonside Engine Company（英语：Avonside Engine Company）製。
- 10號－13號：10與11號為1887年－1894年英國Beyer, Peacock and Company（英语：Beyer, Peacock and Company）製；12與13號為1892年英國Nasmyth, Wilson and Company（英语：Nasmyth, Gaskell and Company）製。
- 14號－17號：1899年美國Baldwin Locomotive Works製4輛。
- 40號－43號：1920年美國American Locomotive Company製4輛。
- 45號、46號：1923年德國Orenstein & Koppel（德语：Orenstein & Koppel）製2輛。
- 48號、49號：1921年日本車輛製2輛。
- 100型：1908年美國機車公司製1輛。
- CK2型：1921年美國H.K. Porter, Inc.（英语：H.K. Porter, Inc.）製2輛。
- CK5型：1942年日本本江機械製作所（日语：立山重工業）製1輛。
- BK10型：1901年－1908年
英國Nasmyth, Wilson and Company、Robert Stephenson and Company（英语：Robert Stephenson and Company）、North British Locomotive Company（英语：North British Locomotive Company）和日本汽車製造株式会社製20輛。
- CK50型：1905年－1912年日本汽車製造株式會社製14輛。
- CK80型：1902年－1908年
英國Dübs and Company（英语：Dübs and Company）、North British Locomotive Company和美國Baldwin Locomotive Works製15輛。
- CK100型：1917年－1919年日本汽車製造株式會社製8輛。
- CK110型：1927年日本汽車製造株式會社製1輛。
- CK120型：1936年－1942年日本車輛製7輛。
- DK500型：1921年德國Henschel製。
- EK900型：1915年－1918年日本汽車會社製11輛。

煤水車式蒸汽機車
- 110型：1905年美國鮑爾溫機車廠製。
- 120型：1910年美國機車公司製。
- BT40型：1908年－1909年英國North British Locomotive Company製4輛。
- CT150型：1919年－1928年日本汽車製造株式會社、日本車輛、川崎造船所、日立製作所、三菱造船所製43輛。
- CT230型：1929年日本三菱造船所、日本汽車會社製5輛。
- CT240型：1912年－1913年美國機車公司製4輛。
- CT250型：1935年－1938年日本三菱重工、川崎車輛製9輛。
- CT270型：1942年－1953年日本日立製作所、川崎車輛製14輛。
- DT560型：1920年－1921年美國機車公司製14輛。
- DT580型：1922年－1939年日本川崎車輛、日立製作所、日本車輛、三菱重工、汽車會社製39輛。
- DT650型：1939年－1951年日本川崎車輛、日立製作所、汽車會社、三原車輛製37輛。

### 柴油機車
柴電機車
- R0型：1960年日本日立製作所製12輛。
- R20型：1960年－1966年美國GM-EMD製52輛。
- R100型：1969年美國GM-EMD製39輛。
- R150型：1973年－1982年美國GM-EMD製25輛。
- R180型：1992年－2001年美國GM-EMD製10輛。
- R190型：1992年－2000年美國GM-EMD製6輛。
- R200型：2023年－瑞士施泰德鐵路製39輛。
- S200型：1960年美國GM-EMD製12輛。
- S300型：1966年美國GM-EMD製21輛。
- S400型：1969年美國GM-EMD製5輛。

柴液機車
- DH200型：1968年日本日本車輛製12輛，後由花蓮機廠改造LDH200為1067mm軌距而來。
- DHL100型：2002年－2003年日本新潟鐵工所、臺灣車輛製16輛。

### 電力機車
- E100型：1976年英國通用電氣公司、南非聯邦鐵路客貨車公司製20輛。
- E200型：1978年－1992年美國通用電氣公司製40輛。
- E300型：1977年美國通用電氣公司製39輛。
- E400型：1979年－1981年美國通用電氣公司製18輛。
- E500型：2023年－日本東芝製作所製68輛。
- E1000型: 1996年－1997年南非聯邦鐵路客貨車公司、法國阿爾斯通公司製64輛。

## 電聯車

### 城際列車
正式表記：EMU（Electric Multiple Unit）
- EMU100型：1978～1979年由英國通用電氣公司製造，共13組65輛，已全數報廢除籍。
- EMU200型：1987年由南非聯邦鐵路客貨車公司製造，共11組33輛；除EM209、EM211、EP211因事故報廢外，其餘車輛均已改造為EMU1200型。
- EMU300型：1988～1989年由義大利米蘭工業製造公司製造，共8組24輛，已全數報廢除籍。
- EMU1200型：2002～2003年由臺灣臺灣車輛改造，共30輛，由EMU200型改造而來，已全數報廢除籍。
- EMU3000型：2020～2024年由日本日立製作所製造，共50列600輛。

### 傾斜式列車
正式表記：TEMU（Tilting Electric Multiple Unit）
- TEMU1000型：2006～2007年與2015年由日本日立製作所製造，共8列64輛。

- TEMU2000型：2012～2013年與2015年由日本日本車輛製造所製造，共19列152輛。

### 通勤電聯車
正式表記：EMU（Electric Multiple Unit）
- EMU400型：1990年[由[南非]]聯邦鐵路客貨車公司製造，共12組48輛，已全數報廢除籍。
- EMU500型：1995～1997年由南韓大宇重工製造，共86組344輛。
- EMU600型：2001～2002年由南韓Rotem製造，共14組56輛。
- EMU700型：2007～2008年由台灣車輛與日本車輛製造，共20列160輛。
- EMU800型：2012～2016年由台灣車輛與日本車輛製造，共37列344輛。
- EMU900型：2020～2023年由南韓現代Rotem製造，共52列520輛。

## 推拉式自強號
正式表記：PP（Push-Pull）
專用機車
- E1000型：1995年由南非聯邦鐵路客貨車公司製造，動力系統為法國阿爾斯通公司（原英國GEC的子公司GEC ALSTHOM，現在為獨立公司ALSTOM）製，共64輛。

專用客車
- 35PPT1000型：1995年由南韓現代精工製造，共200輛。
- 35PPH1300型：1995年由南韓現代精工製造，共68輛。
- 35PPC1400型：1995年由南韓現代精工製造，共68輛。
- 40PPT2000型：2002年臺灣唐榮鐵工廠製造，共13輛。
- 40PPD2500型：2001～2002年臺灣唐榮鐵工廠製，共32輛；除PPD2518因事故停用外，其餘車輛均已改造。
- 40PPP2500型：2017～2019年臺灣仕佳興業由40PPD2500型改造，共20輛。
- 40PPM2500型：2018～2019年臺灣仕佳興業由40PPD2500型改造，共11輛。

## 機動車

### 蒸汽客車
正式表記：ST（Steam）
- ST10型：1915年－1921年日本汽車會社製6輛。

### 汽油客車
正式表記：GA（Gasoline）
- 小型汽油客車
  - GA1000型：1930年日本車輛製。
  - GA1010型：1931年日本車輛製。
- 中型汽油客車
  - GA2100型：1932年、1934年日本車輛製5輛。
  - GA2200型：1932年、1934年日本川崎車輛製4輛。
- 大型汽油客車
  - GA2300型：1935年日本車輛製7輛。
  - GA2400型：1935年日本川崎車輛製6輛。

### 柴油客車
正式表記：DRC（Diesel Rail Car）
- DR1000（初代）型：以18GA1000型改造。
- DR1010型：以18GA1010型改造。
- DR2000號：以LDR2203號改造。
- DR2000/DR2050型
  - DR2000型：動力車，由LDR2300型、LDR2400型改造，共10輛，已全數報廢除籍；DR2009、2010保存於花蓮機廠內。
  - DR2050型：拖車，由LTPB1800、LTPB1900型改造，共20輛，已全數報廢除籍；DR2053、2055～2057保存於彰化機務段。
- DR2100/DR2200型
  - DR2100型：以25GA2100型改造，共4輛，僅存DR2102在籍。
  - DR2200型：以25GA2200型改造，共2輛，已全數報廢除籍；DR2203保存於國家鐵道博物館。
- DR2300/DR2400型
  - DR2300型：以30GA2300型改造，共7輛，已全數報廢除籍；DR2303保存於國家鐵道博物館。
  - DR2400型：以30GA2400型改造，共6輛，僅存DR2404在籍。
- DR2500/DR2600系列
  - DR2500型：動力車，1955年－1956年日本東急車輛製造製，共8輛，已全數報廢除籍。
  - DR2600型：動力車，1957年日本東急車輛製，共10輛，已全數報廢除籍。
  - DR2650型：拖車，1957年日本東急車輛製，共4輛，已全數報廢除籍；DR2652於富岡基地內等待修復中。
- DR2510型：1990年臺灣唐榮鐵工廠製，共2輛，已全數報廢除籍。
- DR1000（二代）系列
  - DR1000型：1998年－1999年日本車輛、臺灣唐榮鐵工廠製，共36輛。
  - DSC1000型：原局長專用車，2014年改回一般客車使用。

## 柴聯車
正式表記：DMU（Diesel Multiple Unit）
- DR2700系列
  - DR2700型：動力車，1966年日本東急車輛製，共25輛，已全數報廢除籍；DR2718預計將保存於國家鐵道博物館，DR2722、2723保存於臺東機務段內。
  - DR2750型：拖車，1966年日本東急車輛製，共6輛，已全數報廢除籍；DR2752保存於臺東機務段內。
- DR2800系列
  - DR2800型：動力車，1982年、1984年日本東急車輛製，共30輛，已全數報廢除籍；DR2803保存於潮州基地鐵道園區內，DR2818保存於國家鐵道博物館。
  - DR2850型：拖車，1982年、1984年日本東急車輛製，共15輛，已全數報廢除籍；DR2852保存於潮州基地鐵道園區內。
- DR2900系列
  - DR2900型：動力車，1987年日本日立製造，共10輛，已全數報廢除籍；DR2909、2910保存於舊打狗驛故事館。
  - DR2950型：拖車，1987年日本日立製，共5輛，已全數報廢除籍；DR2955保存於舊打狗驛故事館。
- DR3000系列
  - DR3000型：動力車，1990年日本日立製，共54輛，已全數停用等待報廢。
  - DR3070型：拖車，1990年日本日立製，共27輛，已全數停用等待報廢。
- DR3100系列
  - DR3100型：動力車，1998年日本車輛、臺灣唐榮鐵工廠製，共20輛。
  - DR3150型：拖車，1998年日本車輛、臺灣唐榮鐵工廠製，共10輛。

## 客車

### 特甲客車
簡稱：特客甲，最高時速110km／hr。
客廳車（Parlor Car）
- 35PC32700型：1972年臺灣臺鐵臺北機廠由原日製坐臥兩用式對號快車35SP32700型之35SP32712改造為35PC32701客廳車，原屬於甲種客車，於1988年換裝空氣彈簧轉向架升級為特甲，1994年將車窗與車體改造並加裝守車設備。

莒光號1000系列
- 35FP1000型：1982年、1990年臺灣唐榮鐵工廠製，原35SP/SPK32450型改造而來，除35FP1016、1017外已加裝守車設備，已全數報廢除籍。
  - 35FP1016、1017：原35DC32850型改造而來，已全數報廢除籍。
- 40FPK1000型：1982年－1983年臺灣唐榮鐵工廠製，客守車，原30SP/35MBK32300（部分）型改造而來，部分車輛改造為10600型莒光號客車，目前已全數報廢除籍。
- 40FPK1100型：1983年臺灣唐榮製，具車長室，原30SP/35MBK32300型（部分）改造而來。僅存40FPK1105保存於國家鐵道博物館。

莒光號10100系列
- 40FP10100型：1983年臺灣唐榮鐵工廠製，現已加裝守車設備，大部分已改造成10600系客車，已全數報廢除籍；40FP10106保存於潮州基地內。
- 40FPK10100型：1983年臺灣唐榮鐵工廠製，客守車，大部分已改造成10600系客車，已全數報廢除籍。
- 40FPK11100型：1983年臺灣唐榮鐵工廠製，具車長室，1輛改造成10600系客車，但未完成。現役車輛皆加裝哺集乳室設備，已全數報廢除籍。

莒光號10200系列（從此後之車型皆為客守車）
- 35FPK10200型：1986年臺灣唐榮鐵工廠製，已全數報廢除籍。
- 35FPK11200型：1986年臺灣唐榮鐵工廠製，具車長室，皆加裝哺集乳室，已全數報廢除籍；35FPK11204保存於國家鐵道博物館。
- 35FPK11300型：1986年臺灣唐榮鐵工廠製，具車長室及身障專用座位，已全數報廢除籍；35FPK11302保存於潮州基地內。

莒光號10400系列（從此後之上下車門皆為自動門）
- 35FPK10400型：1994年臺灣唐榮鐵工廠製，35FPK10405、10415、10428、10437因南迴搞軌案報廢除籍。
- 35FPK11400型：1994年臺灣唐榮鐵工廠製，具車長室及身障專用座位；已全數加裝哺集乳室。
- 45PBK10400型：1995年臺灣唐榮鐵工廠製，電源行李車。

莒光號10500系列
原復興號35SPK2150、35SPK2200、35SPK20200、35SPK21200型改造而來。
- 35FPK10500型：2000年臺灣唐榮鐵工廠製。
- 35FPK11500型：2000年臺灣唐榮鐵工廠製，具車長室及身障專用座位，其中35FPK11502為空號；已全數加裝哺集乳室。
- 35DC10500型：2000年臺灣唐榮鐵工廠所改造之速簡餐車。
- 35PC10500型：2000年臺灣唐榮鐵工廠製，客廳車。
- 45PBK10500型：2001年臺灣唐榮鐵工廠製，電源行李車。
- 35BCK10600型：2001年臺灣唐榮鐵工廠製，商務車。
- 35BCK10700型：2005年臺灣唐榮鐵工廠由35FPK10545～10551改造而來，商務車；原復興號時代全為35SPK20200型。

莒光號10600系列
- 40FPK10600型：2003～2004年臺灣隆成發車輛廠製，由莒光號1000、10100系列及復興號2000系列改造而來（僅在籍車）。
- 40FPK11600型：2003年－2004年臺灣隆成發車輛廠製，由莒光號1100系列改造而來（僅在籍車）；已全數加裝哺集乳室。

復興號2000系列（原屬於甲種客車，於更換新轉向架後升級）
- 40SPK2000型：1982年臺灣唐榮鐵工廠改造復興號，客守車，由35SP32200、30SP/SPK32300、35SP/SPK32450型改造而來，部分已改造成10600系客車，已全數報廢除籍；40SPK2011保存於潮州基地內。
- 40SPK2100型：1981年臺灣唐榮鐵工廠改造復興號，具車長室，由35MBK32300型改造而來；已全數報廢除籍，40SPK2101、2105保存於潮州基地內。

已因改造而消失之復興號（皆為客守車，35SPK2150型、35SPK2200原屬於甲種客車）。
- 35SPK20200型：1985年臺灣唐榮鐵工廠製復興號。
- 35SPK21200型：1985年臺灣唐榮鐵工廠製復興號，設有車長室。
- 35SPK2150型：1984年臺灣唐榮鐵工廠改造復興號，具車長室，35SPK2152因事故報廢除籍。
- 35SPK2200型：1984年臺灣唐榮鐵工廠改造復興號。

### 甲種客車
簡稱：客甲，最高時速100km／hr。
觀光號32750系列
- 35SP32750型：1960年日本車輛製觀光號，1977年臺灣唐榮鐵工廠改造為莒光號，現已加裝守車設備，其中35SP32755、32757、32759、32765、32770、32772改造為兩鐵客車使用，已全數停用等待除籍。
- 35DC32750型：1960年日本車輛製觀光號餐車，1977年改造為莒光號餐車，1990年改造為一般座席莒光號（35SP32773～32775）；目前已全部報廢除籍，35SP32773保存於國家鐵道博物館。

觀光號32800系列
- 35SP32800型：原為1967年臺灣臺鐵臺北機廠製觀光號，1978年臺灣唐榮鐵工廠改造莒光號，現已加裝守車設備，其中35SP32802、32806、32809、32811、32815改造為兩鐵客車客車，已全數停用等待除籍。
- 45PBK32800型：原為1967年由臺灣臺鐵臺北機廠製造之40PBK32800型觀光號電源行李車，後改為莒光號電源車使用，1982年更新車體，車輛噸數亦變更至45噸，已全數報廢除籍；45PBK32803保存於國家鐵道博物館。
- 35SA32800型：1969年臺灣臺鐵臺北機廠以35SP32820號改造為35SA32820號總統花車一輛。

莒光號32850系列
- 35SP32850型：1970年由日本車輛、日本日立製造所製造，已全數報廢除籍；35SP32865保存於國家鐵道博物館。
- 45PBK32850型
  - 45PBK32851：原為1970年日本日立製造所製造，1985年臺灣唐榮鐵工廠更新車體，已報廢除籍。
  - 45PBK32852～32855：原為1970年日本車輛、日本日立製造所製造，1982年由臺灣臺鐵臺北機廠更新車體，45PBK32852於2014年改為藍皮塗裝，目前已全數報廢除籍，45PBK32852保存於花蓮機廠。
  - 45PBK32856～32858：為配合莒光1000及10100系，1984年臺灣唐榮鐵工廠由35SP/SPK32450型改造而來，已全數報廢除籍。
  - 45PBK32859、32860：為配合莒光10200系，1985年臺灣唐榮鐵工廠由30SS32300型二等臥車改造而來，已全數報廢除籍。
  - 45PBK32861～32863：1987年臺灣唐榮鐵工廠由30SP/SPK32300型改造而來，已全數報廢除籍，45PBK32861保存於潮州基地內。

莒光號32950系列
- 35SP32950型：1970年由日本日本車輛、日立製造所製造，已全數報廢除籍。
- 45PBK32950型：1970年由日本日本車輛、日立製造所製造，1988年時卸下發電機組改為35BK32950型行李車，已全數報廢除籍；45PBK32952保存於國家鐵道博物館。

莒光號32600系列（原屬於特甲客車）
- 35SP32600型：1975年臺灣唐榮鐵工廠製，已全數報廢除籍；35SP32616保存於國家鐵道博物館、35SP32617保存於潮州基地內。
- 45PBK32600型：原為1975年臺灣唐榮鐵工廠製電源行李車，1996年由臺灣唐榮鐵工廠更新車體；目前已全數報廢除籍。

莒光號10000系列（原屬於特甲客車）
- 40FP10000型：1980年臺灣唐榮鐵工廠製，已加裝守車設備，目前已全數報廢除籍。
- 40FPK10000型：1980年臺灣唐榮鐵工廠製，已全數加裝簡易車長室與哺集乳室，目前已全數報廢除籍。
- 40FPK11000型：1980年臺灣唐榮鐵工廠製，附設車長室，除40FPK11007外均加裝哺集乳室，已全數報廢除籍；40FPK11007保存於潮州基地內。

復興號20000系列（原屬於特甲客車）
- 40SP20000型：1980年臺灣唐榮鐵工廠製，已全數報廢除籍；40SP20035保存於國家鐵道博物館，40SP20060、20080、20090保存於潮州基地內。
- 40SPK20000型：1980年臺灣唐榮鐵工廠製，已全數報廢除籍；40SPK20001保存於潮州基地內。
- 40SPK21000型：1980年臺灣唐榮鐵工廠製，附設車長室，2015年底將其中10輛加裝哺集乳室，目前已全數報廢除籍。

對號快車SP32700系列
- 35SP32700型：1957年日本車輛製坐臥兩用式對號快車。
- 35SP32720型：由35SP32700型改造，除35SP32712改造為35PC32701客廳車外，於1963、1972年分兩批改造為觀光號客車，又於1977年臺灣唐榮鐵工廠改造為莒光號，現已加裝守車設備，其中35SP32721、32723、32725、32729改造為兩鐵客車使用，目前已全數停用等待除籍。

對號快車SP32400型
- 35SP32400型：1966年日本川崎車輛製客車，部分車輛改造為工程宿營車使用，已全數報廢除籍；35SP32426保存於潮州基地內、35SP32427保存於國家鐵道博物館。

對號快車32450系列
- 35SP32450型：1968年臺灣臺鐵臺北機廠製客車，已全數報廢除籍。
- 35SPK32450型：1968年臺灣臺鐵臺北機廠製客守車，已全數報廢除籍。
- 35CBK32450：1968年臺灣臺鐵臺北機廠製供電行李車，已全數報廢除籍。

對號快車SP32550型
- 35SP32550型：1968年日本新潟鐵工所、日本帝國車輛製，部分車輛改造為工程宿營車，目前僅存35SP32578在籍；35SP32584保存於國家鐵道博物館。

對號快車SPK32600型
- 35SPK32600型：1969年日本近畿車輛、日本富士重工製，部分車輛改造為工程宿營車，目前僅存35SPK32609在籍。

對號快車SPK32700系列
- 35SPK32700型：1970年日本新潟鐵工所、日本近畿車輛、日本富士重工製對號快車，1993～1994年由唐榮鐵工廠將其中50輛改造為35SPK2300型，目前僅存35SPK32717、32757在籍。
- 35SPK2300型：1993～1994年由臺灣唐榮鐵工廠改造復興號，由原對號快車35SPK32700型改造而來，目前已全數報廢除籍。

通勤客車：40TP/TPK32200型
- 40TP32200型：1971年印度Integral Coach Factory（英语：Integral Coach Factory）製客車，已全數報廢除籍。
- 40TPK32200型：1971年印度Integral Coach Factory製客守車，目前僅存40TPK32202、32206、32217、32228在籍；40TPK32219保存於國家鐵道博物館。

汽車載運車40RCK100型 （页面存档备份，存于）
- 40RCK100型：2006年由昱慶實業（現為煜翔機械），將40TP32223與40TP32269改造為汽車載運車，已全數報廢除籍。

行李車32350 （页面存档备份，存于）型
- 35BK32350型：由1967年臺灣臺鐵臺北機廠製電源車35EGK32300型改造而來，僅存35BK32353保存於潮州基地鐵道園區。

行李車32400 （页面存档备份，存于）型
- 40BK32400型
  - 40BK32401～32405：1969年配合對號快車SPK32600之購入，由日本東急車輛製造，已全數報廢除籍；40BK32402保存於國家鐵道博物館籌備處。
  - 40BK32406、32408～32412：1970年配合對號快車SPK32700之購入，由日本東急車輛製造，已全數報廢除籍；40BK32402保存於國家鐵道博物館，40BK32406、32409保存於潮州基地內。
  - 40BK32407：1970年配合對號快車SPK32600，由日本東急車輛製造，1977年因事故造成車體損壞，故交由唐榮臺灣唐榮鐵工廠重新打造車體，已報廢除籍。
  - 40BK32413：原為35BK32313行李車，1977年由臺灣唐榮鐵工廠改造而來，已報廢除籍。
  - 40BK32414～32418：原為35BK32300型行李車，1979年由臺灣唐榮鐵工廠改造而來，已全數報廢除籍。

郵政行李車 （页面存档备份，存于）
- 45MBK80000型：1981年臺灣唐榮鐵工廠製，45MBK80001、80003、80005～80007已報廢除籍。

### 乙種客車
簡稱：客乙，最高時速85km／hr；上述以外之鋼體客車屬之。
鋼體客車32000系列
- 35FSP32000型：1937年日本汽車會社製頭二等合造客車，1954年改造為有瞭望臺。
- 35SP32000型：1935年9月、1940年8月日本車輛會社製二等客車。
- 35SPK32000型：1958年以35FSP32000型改造之二等客守車。
- 35TP32000型：1935年9月、1940年11月日本汽車會社、日本川崎車輛製三等客車。
- 35TPK32000型：1935年9月日本車輛會社製附車長室之三等客守車。
- 35BK32000型：1935年9月日本車輛會社製行李車；另有2輛以35TPK32000型於1951年改造。
- 35MBK32000型：1957年6月以3輛35BK32000型改造之郵政行李車。

對號快車32100系列
- 35DC32100型：1951年以35TP32100型改造而來之餐車。
- 35SP32100型：1943年日本車輛製二等客車。
- 35TP32100型：1942年－1944年日本汽車會社、日本川崎車輛製三等客車。
- 35TPK32100型：1941年日本車輛製三等客守車。

對號快車SP32200型
- 35SP32200型：1951年日本車輛製二等客車，原為35TP32200型三等客車，1954年時為了與35SP32500型座位統一，而改造座椅間距並改為二等客車。

對號快車SP32500型
- 35SP32500型
- 35TP32500型
- 35TP32550型
  - 35TP32551，由台北機廠利用25TP2065小型木造客車改造為鋼體客車，1955年7月30日完工出廠，9月17日改造完竣。

對號快車30SP/SPK32100系列
- 30SP32100型，1973～1974年由臺北機廠與唐榮鐵工廠更新。
- 30SPK32100型，1973～1974年由臺北機廠與唐榮鐵工廠更新。

對號快車32300系列（部分客車為甲種客車）
- 30SC32300型
- 30FS32300型
- 30SS32300型
- 30TS32300型
- 30SP32300型
- 30SPK32300型
  - 30SPK32382號
- 35BK32300型
- 35SBK32300型
- 35TBK32300型
- 35MBK32300型
- 35SMK32300型
- 35TMK32300型
- 35EGK32300型：1963年由臺灣臺鐵臺北機廠製造電源車，已全數改籍35BK32350型。

對號快車32900系列
- 35SP32900型：1962年臺灣臺鐵臺北機廠製二等客車，已全數報廢除籍。
- 35SPK32900型：1962年臺灣臺鐵臺北機廠製二等客守車，已全數報廢除籍。

通勤客車TP/TPK32600系列
- 30TP32600型：1956年日本川崎車輛製，已全數報廢除籍。
- 30TPK32600型：1956年日本川崎車輛製，客守車，已全數報廢除籍。

通勤客車TP/TPK32700系列
- 35TP32700型：1959年日本東急車輛製造，共40輛，已全數報廢除籍；35TP32706保存於國家鐵道博物館。
- 35TPK32700型：1959年日本東急車輛製造，客守車，共10輛，已全數報廢除籍。

通勤客車TP/TPK32770系列
- 35TP32770型：1960年日本近畿車輛製造，共14輛，已全數報廢除籍。
- 35TPK32770型：1960年日本近畿車輛製造，共3輛，客守車，已全數報廢除籍；僅存35TPK32773改籍30ES32773工程宿營車（配置於高雄機務段）。

通勤客車TP/TPK32800系列
- 35TP32800型：1961年日本富士車輛製造，共37輛，已全數報廢除籍。
- 35TPK32800型：1961年日本富士製，客守車，共48輛，已全數報廢除籍；35TPK32819保存於國家鐵道博物館，35TPK32839改籍30ES32839工程宿營車（配置於臺東機務段）。

通勤客車40TP/TPK32850系列
- 35TP32850型：1969年日本汽車、日本新潟鐵工、日本川崎車輛製，共30輛，僅存35TP32859、32865、32869在籍。
- 35TPK32850型：1969年日本汽車、日本新潟鐵工、日本川崎車輛製，客守車，共20輛，僅存35TPK32855、32860在籍；35TPK32862保存於國家鐵道博物館。

### 丙種客車
簡稱：客丙，最高時速75km／hr；目前全數之木造客車均屬之。
小型木造車2000系列
- 20FOB2000型：1904年臺灣臺鐵臺北機廠製，頭等瞭望貴賓車，1980年改造為30TPK2001號三等客守車，1983年報廢，1995年解體消失。
- 25FP2000型
- 25FS2000型
- 25FSP2000型
- 25STP2000型
- 25SS2000型
- 25TP2000型
- 25TPK2000型
- 25TMK2000型
- 25TBK2000型
- 25DC2000型
- 25HC2000型
- 30BK2000型
- 30TPK2000型：以20FOB2001號、25SC4號改造而來。

小型木造車2010系列
- 20FP2010型
- 25TPK2010型
- 25TBK2010型
- 25TMK2010型
- 30BK2010型

小型木造車2020系列
- 20BK2020型
- 25STP2020型
- 25TBK2020型

小型木造車2030型
- 30TBK2030型

小型木造車2040型
- 25TPK2040型

小型木造車2050型
- 25TPK2050型：由25ES2050型工程宿營車還原為25TPK2050型三等客守車，現存25TPK2053保存於苗栗火車頭園區。

小型木造車2060型
- 25TP2060型
  - 部分改造為35TP32550型鋼體客車，如25TP2065。

小型木造車2080型
- 25TP2080型

小型木造車2090型
- 25TP2090型

小型木造車2100系列
- 25TPK2100型
- 25TBK2100型

小型木造車2110型
- 25TP2110型

小型木造車2200系列
- 25TPK2200型
- 25TBK2200型

小型木造車2210型
- 25TP2210型

小型木造車2220型
- 20TP2220型

小型木造車2300型
- 25TP2300型

小型木造車2400型
- 25TP2400型
- 25TPK2400型

小型木造車2450型
- 30TP2450型

小型木造車2500型
- 30SP2500型
- 30SPK2500型：由30ES2500型工程宿營車還原為30SPK2500型二等客守車，現存30SPK2502保存於國家鐵道博物館。

中型木造車12000系列
- 25FFS12000型
- 25FS12000型
- 30FSP12000型
- 30SP12000型
- 30TP12000型
- 30TPK12000型
- 30TBK12000型
- 30MBK12000型
- 30BK12000型

中型木造車12030型
- 30BK12030型

中型木造車12040型
- 30TP12040型

中型木造車12050系列
- 30SP12050型
- 30TP12050型
- 30TPK12050型
- 30BK12050型
- 30TBK12050型
- 30MBK12050型

中型木造車12070系列
- 30TP12070型
- 30TPK12070型

中型木造車12080型
- 30TPK12080型

中型木造車12090系列
- 30TP12090型
- 30TPK12090型

中型木造車12100型
- 30TPK12100型

中型木造車12300系列
- 30SP12300型
- 30TP12300型
- 30TTS12300型

中型木造車12350型
- 30TP12350型

中型木造車12370型
- 30TP12370型

中型木造車12500系列
- 30TP12500型
- 30TPK12500型
- 30MBK12500型

大型木造車22000系列
- 30TP22000型
- 30TPK22000型

大型木造車22020系列
- 30FFS22020型
- 30FS22020型
- 30SS22020型
- 30SP22020型
- 30SPK22020型
- 30TP22020型
- 30TPK22020型
- 30TS22020型

大型木造車22050系列
- 30TP22050型
- 30TPK22050型

大型木造車22500系列（成功號、銘傳號）
- 30FSP22500型
- 30SP22500型
- 30SS22500型
- 30TP22500型
- 30DC22500型

木造公務車（Service Car）
- 20SC2200型
- 25SC2010型：1916年臺灣臺鐵臺北機廠以25TMK2019號改造為25SC2019號一輛，公務車(孫立人總司令座車)。
- 25SC2210型
- 25SC4號：1953年臺灣臺鐵臺北機廠以20FP2011號改造為25SC4號一輛，公務車（臺鐵美國籍顧問Morse座車），1980年改造為30TPK2002號三等客守車，1983年報廢，1995年解體消失。

木造花車（Saloon）
- 20SA4102號：1904年臺灣臺鐵臺北機廠製，特別車一號，主要為總督等次要人物座車。
- 25SA4101號：1912年臺灣臺鐵臺北機廠製，特別車二號，為天皇、總統座車。

## 貨車[1]

### C：篷車
Covered
- 9C30型
- 9C90型
- 9C130型
- 9C160型
- 9C750型
- 10C10型

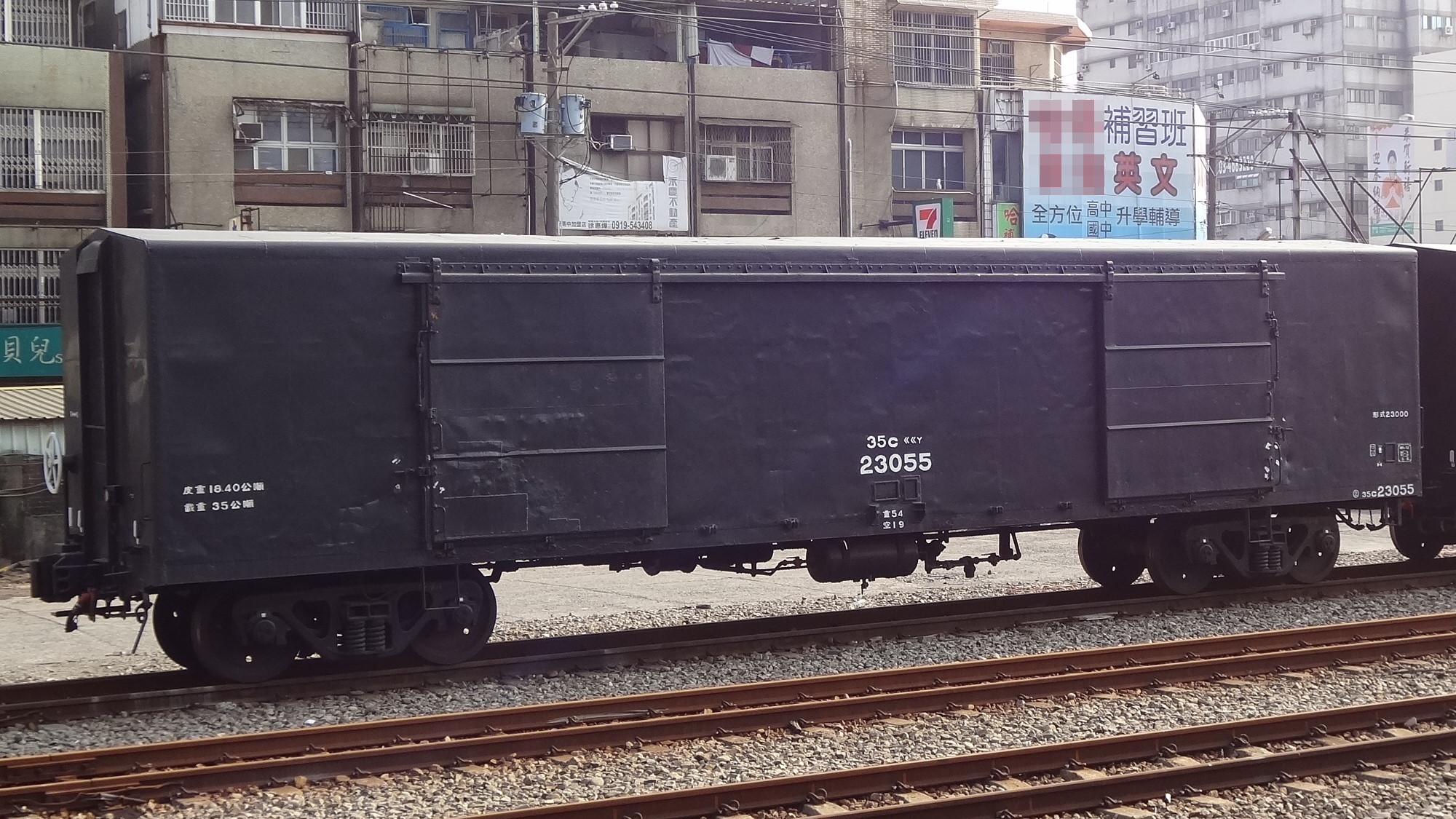
35C23055篷車

- 10C30型：1897年日本汽車會社、臺灣臺鐵臺北機廠製。
- 10C80型
- 10C90型
- 10C100型
- 10C130型
- 10C160型：1903年日本汽車會社、臺灣臺鐵臺北機廠製。
- 10C680型：1901～1906年臺灣臺鐵臺北機廠製。
- 10C730型
- 10C740型
- 10C1000型
- 10C1100型：日本車輛、日本汽車會社、臺灣臺鐵高雄機廠製。
- 10C1200型：僅存10C1216展示於車埕車站。
- 10C1300型：1924～1926年臺灣臺鐵臺北機廠製。
- 10C1500型
- 10C1700型：1953年臺灣臺鐵高雄機廠製。
- 14C4000型
- 14C4050型
- 15C5000型
- 15C6000型
- 15C7000型：15C7310為改造或新造車。
- 15C7500型：以12R200型冷藏車改造。
- 15C7600型：以12R300型冷藏車改造。
- 15C7700型：以12R500型冷藏車改造。
- 15C8000型：1960～1967年臺灣臺北機廠製造，共630輛，目前僅存15C8517在籍。
- 15C15000型：1968年臺灣臺北機廠製。
- 15C16000型
- 17C17000型：1978年6月臺北機廠與臺鋁合作試製一輛鋁皮試造篷車，現為10ES17000型工程宿營車。
- 25C10000型：曾做為代用行李車、25TTP10000型三等代用客車、30KT10000型給養車；現存25C10008保存於舊打狗驛故事館，25C10015、10024保存於國家鐵道博物館，25C10056保存於車埕車站。
- 25C9000型：轉向架由臺灣臺鐵台北機廠改裝為30噸級，並更改車籍為30C9000型。
- 30C9000型：1953～1958年由臺灣臺北機廠(30C9001～30C9151)與日本日立製作所(30C9161～30C9310)共同製造，僅存30C9299保存於國家鐵道博物館。
- 30C20000型：1970年印度製，共120輛。
- 30C25000型：1971年印度Braithwaite & Co.（英语：Braithwaite & Co.）製，共30輛；30C25010保存於國家鐵道博物館。
- 35C21000型：1971～1973年臺灣唐榮機械廠製，共425輛，目前僅存14輛車在籍；35C21320保存於潮州基地鐵道園區。
- 35C22000型：1971年臺灣唐榮機械廠製，共20輛，已全數報廢除籍。
- 35C23000型：1981年臺灣機械公司製，共60輛；35C23002、23023、23041已報廢除籍。
- 35C24000型：1982年臺灣機械公司製，共50輛；35C24006～24009已報廢除籍。
- 35C25000型：1991年臺灣機械公司製，共50輛。
- P10C10型

### S：鐵篷車
Steel
- 10S10型
- 15S100型

### V：通風車
Ventilator
- 15V2000型：1970年日本汽車會社製；現存15V2016展示於車埕車站，15V2041展示於潮州基地鐵道園區。

### R：冷藏車
Refrigerator
- 10R100型：10R104保存於車埕車站。
- 12R200型
- 12R300型
- 12R500型

### K：家畜車
stocK
- 10K300型
- 10K500型：臺灣臺鐵臺北機廠製，保留車10K524保存於車埕車站。
- 10K600型：以10P500型豬車改造。

### P：豬車
Pig
- 10P300型
- 10P500型：臺灣臺鐵高雄機廠製。

### N：篷斗車
graiN hoppe
- 30N22000型：由35H20000型煤斗車改造；46輛再改造為25BH2000型石斗車、11輛則改造為30H2000型煤斗車。
- 35N20000型：1971年臺灣機械公司製。
- 35N21000型：1973年臺灣機械公司製，共130輛，目前僅存35N21051在籍；35N21055保存於國家鐵道博物館、35N21121保存於舊打狗驛故事館。
- 35N23000型：1974～1979年臺灣機械公司製，共250輛，目前僅存35N23036、23037、23073在籍；35N23026保存於潮州基地鐵道園區。
- 35N24000型：1989年臺灣機械公司製，共100輛；35N24066因事故報廢除籍。

### CH：水泥斗車
Cement Hopper
- P30CH300型：臺灣水泥公司自備貨車，1966年唐榮鐵工廠製，已全數報廢除籍。
- P30CH400型：亞洲水泥公司自備貨車。
- P30CH1100型：亞洲水泥公司自備貨車。
- P35CH1000型：臺灣水泥公司自備貨車，已全數報廢除籍。
- P35CH1100型：臺灣水泥公司自備貨車，已全數報廢除籍。
- P35CH1200型：臺灣水泥公司自備貨車，已全數報廢除籍。
- P35CH1300型：臺灣水泥公司自備貨車，已全數報廢除籍。
- P35CH2000型：力霸水泥公司自備貨車，已全數報廢除籍。亞洲水泥公司自備貨車，原編為P35CH2050型以區別，後來併入P35CH2000型；P35CH2057因事故報廢除籍。
- P35CH2100型：亞洲水泥公司自備貨車，1981年臺灣唐榮臺北機械廠製；P35CH2102、2103、2109、2118、2130因事故報廢除籍。
- P35CH2200型：信大水泥公司自備貨車，臺灣機械公司製，已全數報廢除籍。幸福水泥公司自備貨車，唐榮鐵工廠製，原編為P35CH2250型以利區別，後來併入P35CH2200型。
- P35CH2300型：嘉新水泥公司自備貨車，已報廢除籍。
- P35CH2400型：幸福水泥公司自備貨車。
- P35CH2500型：幸福水泥公司自備貨車。
- P35CH2600型：亞洲水泥公司自備貨車。
- P35CH2700型：原屬信大水泥自備貨車，後售予幸福水泥公司使用。
- P35CH2800型：幸福水泥公司自備貨車。
- P35CH3000型：亞洲水泥公司自備貨車，2015年7月臺灣煜翔機械製。

### SH：純碱斗車
Soda Hopper
- P30SH400型
- P35SH1000型：東南碱業公司自備貨車。

### F：平車
Flat
- 15F10型
- 15F30型
- 15F50型
- 15F120型
- 15F200型
- 20F300型：1936～1942年日本川崎車輛、日立製。
- 35F1000型：2012年6月臺灣車輛以35N21000、23000型篷斗車改造，共100輛，部分車輛加裝水泥滾筒成水泥攪拌車，35F1067已報廢除籍。
- 35F2000型：2013年10月由臺灣金氏科訊股份有限公司得標，並委由臺灣仕佳興業有限公司以35C21000、22000型篷車改造，共100輛，部分車輛加裝水泥滾筒成水泥攪拌車，35F2034已報廢除籍。
- 35F5000型：1942～1943年日本田中車輛（現為近畿車輛）製，現有35F5009、5011、5033、5035留置於國家鐵道博物館。
- 35F6000型：1968年臺灣臺鐵臺北機廠製，現有35F6005置於苗栗縣三義鄉僑成國小做為司令臺使用、35F6082、6090留置於國家鐵道博物館。
- 35F6500型：由35F5000型改造。
- 35F20000型：1974～1975年臺灣唐榮臺北機械廠製，共180輛，現有87輛在籍；35F20106保存於舊打狗驛故事館、35F20133保存於車埕車站。
- 50F100型：1962年日本飯野重工製(50F101～50F110)，1963年2月臺灣臺鐵臺北機廠製(50F111～50F125)，已全數報廢除籍；50F101、111保存於國家鐵道博物館。
- 50F200型：1978～1979年臺灣機械公司製，共35輛，50F201已報廢除籍。
- 50F400型：2011年12月臺灣中國鋼鐵公司製，共32輛。
- P35F30000型：中華民國國防部自備貨車，2007年6月臺灣中鋼機械製。
- P50F300型：中華民國國防部自備貨車，2005年12月臺灣中鋼機械製。

#### 代用平車
以敞車（Gondola）或篷車（Covered）改造為平車（Flat）
- 14CF4000型
- 14CF4050型
- 15CF5000型
- 15CF6000型
- 15CF16000型
- 14GF4000型
- 15GF5000型
- 15GF6000型
- 25GF10000型：以25G10000敞車改造而來。
- 35GF5000型：以35G5000型敞車改造而來；現存35GF5039留置於國家鐵道博物館籌備處。
- 35GF6000型：以35G6000型敞車改造而來，35GF6061保存於車埕車站。
- 36GF21000型：以36G21000型敞車改造，目前僅存36GF21019在籍；36GF21044、21054、21055留置於國家鐵道博物館籌備處。
- P20GF6000型：東部鐵路改善工程局自備貨車。

### D：大物車
Depressed
- 30D10型：1928、1936年由台北鐵道工場製，已全數報廢除籍；30D11、30D13保存於國家鐵道博物館。
- 30D40型：1942～1943年由日本田中車輛製造，已全數報廢除籍。
- 30D110型：現有30D111、112保存於潮州基地鐵道文化園區。
- 50D10型：僅50D11一輛，由30D111、112構成，現保存於潮州基地鐵道園區。

### G：敞車
Gondola
- 9G10型
- 9G100型
- 9G400型
- 10G10型：1899年臺灣臺鐵臺北機廠製。
- 10G100型
- 10G400型
- 10G900型
- 10G950型
- 10G1000型
- 14G4000型
- 14G4200型
- 14G4300型
- 15G2000型：1970年為運輸散裝鹽，由台灣機械製造之木造敞車，後來改造為鋼製，已全數報廢除籍。
- 15G5000型
- 15G6500型
- 15G7000型
- 15G7500型：除了15G7501為鋁皮試造車以外其餘皆為木造。
- 15G8000型：1957～1966年由日本日立製造所與日本富士車輛共同製造，已全數報廢除籍；15G8061保存於國家鐵道博物館。
- 15G16000型
- 25G10000型
- 25G11000型：原為舊臺東線使用之LOC7800型敞車，後來拓寬軌距並改為25G11000型，已全數報廢除籍。
- 30G1000型：2011年臺灣車輛以35C21000型、35C22000型篷車改造。
- 30G2000型：2011年臺灣秦陽機械以35C21000型篷車改造；30G2018已報廢除籍。
- 35G5000型：1943年日本車輛製。
- 35G6000型：1958～1961年日本日立、臺北機廠製，已全數報廢除籍；僅存35G6028、6069保存於國家鐵道博物館。
- 35G20000型：1969年日本若松車輛製，目前僅存9輛車在籍；35G20060保存於舊打狗驛故事館。
- 36G21000型：已全數改造為36GF21000型代用平車。
- P25G100型

#### 代用敞車
以家畜車（stocK）代用為敞車（Gondola）
- 10KG300型：以10K300型家畜車改造。

### TH：廢料車
TrasH
- 15TH10型：以15G5000型敞車改造。
- 35TH100型

### B：石碴車
Ballast
- 35B100型：1962年臺鐵臺北機廠製。
- 35B1000型：原為P35B1000型東部鐵路改善局自備貨車，1995年臺灣唐榮機械製，2004年9月無償移撥臺鐵；35B1020保存於舊打狗驛故事館。
- 35B1100型：原為P35B1100型東部鐵路改善局自備貨車，1999年臺灣機械公司製，2004年9月無償移撥臺鐵。
- 35B1300型：2006年臺灣中鋼機械製。
- 35B2000型：2010年7月臺灣車輛以35N23000型篷斗車改造；35B2007已報廢除籍。
- 35B10000型：2000年5月由臺灣唐榮機械製；35B10016保存於潮州基地鐵道園區。
- 35B11000型。
- 35B12000型：2003年9月由臺灣秦陽機械製造。
- 35B13000型：2004年10月臺灣秦陽機械製造。

### AH：黏土斗車
clAy Hopper
- P35AH1000型：2000年臺灣機械公司以P35BH1300型石斗車改造。

### BH：石斗車
Ballast Hopper
- 25BH2000型：以30N22000型篷斗車改造，已全數報廢除籍；僅存25BH2001保存於國家鐵道博物館、25BH2026保存於潮州基地鐵道園區。
- 30BH200型：原為30H200型煤斗車，1982年時更改車籍為30BH200型石斗車。
- 30BH1000型：2013年4月臺灣中鋼機械製，共200輛。
- 30BH3000型：2008年5月臺灣臺鐵高雄機廠以35H21000型煤斗車改造，目前僅存11輛在籍。
- P25BH200型：台灣聯合通運(股)公司自備貨車，已全數報廢除籍。
- P30BH100型：台灣聯合通運(股)公司自備貨車，已全數報廢除籍。
- P30BH2200型：幸福水泥公司自備貨車，已全數報廢除籍。
- P35BH1000型：臺灣水泥公司自備貨車，目前全數停用。
- P35BH1100型：臺灣水泥公司自備貨車，目前全數停用。
- P35BH1200型：臺灣水泥公司自備貨車，目前全數停用。
- P35BH1300型：臺灣水泥公司自備貨車，後50輛已改造成P35AH1000黏土斗車。
- P35BH1400型：臺灣水泥公司自備貨車，1995年臺灣士敏公司高雄機械廠製，共140輛。
- P35BH2000型：幸福水泥公司自備貨車，P35BH2015因事故報廢除籍。
- P35BH2100型：幸福水泥公司自備貨車。
- P35BH2200型：幸福水泥公司自備貨車，2020年由中國中車眉山車輛公司製。

### H：煤斗車
Hopper
- 25H100型：1955年臺灣臺鐵臺北機廠製，原為30H100，後來因故減裝5噸改為25H100。
- 25H150型：1958年臺灣臺鐵臺北機廠製。
- 30H200型：1957年臺灣臺鐵臺北機廠製，1982年更改車籍為30BH200型石斗車。
- 30H2000型：由30N22000型蓬斗車改造而來，已全數報廢除籍。
- 35H1000型：1948～1958年臺灣臺鐵臺北機廠製，目前僅存35H1178在籍；35H1035保存於潮州基地鐵道園區、35H1151保存於國家鐵道博物館。
- 35H1300型：1959～1969年臺灣機械公司製，已全數報廢除籍；現存35H1304保存於山佳鐵道公園、35H1324保存於國家鐵道博物館。
- 35H1500型：1970～1971年臺灣機械公司製，已全數報廢除籍。
- 35H20000型：1971年日本日立製，已全數報廢除籍。
- 35H21000型：1981～1982年臺灣機械公司製，已全數報廢除籍。
- P35H1000型
- P35H2100型：亞洲水泥公司自備貨車。
- P35H22000型：臺灣電力公司自備貨車，1996年12月臺灣機械公司製，已全數報廢除籍；P35H22019保存於舊打狗驛故事館。

### L：油罐車
oiL tank
- 20L50型：目前僅存1932年時，由基隆船渠會社製造之20L89，保存於潮州基地鐵道園區。
- 20L300型
- 20L750型：1959年臺灣臺鐵臺北機廠製；現存20L751、757作為南新竹機務分駐所油庫。
- 27L1000型：原為中國力霸水泥公司自備之P30GT1040型汽油罐車，後由台鐵收購後繼續使用，已全數報廢除籍；27L1042保存於國家鐵道博物館。
- 30L850型：1966年臺灣臺鐵臺北機廠製，已全數報廢除籍；現存30L853保存於國家鐵道博物館，30L859作為竹山消防訓練中心訓練用車。
- 30L3000型：原為中華民國空軍自備P35GT3000型汽油罐車，後由台鐵收購後繼續使用，已全數報廢除籍；僅存30L3005留置於潮州機廠，30L3006保存於國家鐵道博物館。
- 30L20000型：1970年日本舞鶴重工業製，已全數報廢除籍；僅存30L20002保存於舊打狗驛故事館。
- 30L21000型：1998年臺灣機械公司製；30L21001～21004作為臺東機務段油庫使用，30L21005、21006作為七堵機務段油庫使用。
- P18L500型：中國石油公司自備貨車，1953～1954年臺灣臺北機廠製。
- P30L700型：中國力霸公司自備貨車。
- P30L1040型：中國力霸公司自備貨車，後來售予臺灣鐵路管理局並改為27L1000型繼續使用。
- P30L2000型：臺灣水泥公司自備貨車。
- P50L100型：中國石油公司自備貨車。

### GT：汽油罐車
Gasoline Tank
- P19GT350型：中國石油公司自備貨車。
- P20GT100型：中國石油公司自備貨車。
- P20GT200型：中國石油公司自備貨車。
- P23GT2000型：中華民國陸軍自備貨車。
- P30GT760型：中國石油公司自備貨車。
- P30GT770型：中國石油公司自備貨車。
- P30GT780型：中國石油公司自備貨車。
- P30GT800型：中國石油公司自備貨車，1969年3月臺灣機械公司製。
- P30GT810型：中國石油公司自備貨車。
- P30GT820型：中國石油公司自備貨車。
- P30GT1000型：中國石油公司自備貨車。
- P30GT1500型：中華民國陸軍自備貨車。
- P30GT2000型：中國石油公司自備貨車。
- P30GT2100型：中國石油公司自備貨車。
- P30GT2200型：中國石油公司自備貨車，2001年3月臺灣機械公司製，目前由臺灣鐵路管理局無償借用。
- P35GT3000型：中華民國空軍自備貨車，後來售予臺灣鐵路管理局並改形式為30L3000型。

### PT：柏油罐車
Pitch Tank
- P28PT1100型：鴻運瀝青、啟翔企業自備貨車。
- 35GF5000型：以35GF5000型代用平車加上罐體組成。

### ZT：液苯罐車
benZol Tank
- P30ZT1000型：中國石油化學開發公司自備貨車。

### TT：甲苯罐車
Toluene Tank
- P30TT1000型：中國石油公司自備貨車。
- P30TT1100型：中國石油公司自備貨車。

### MT：糖蜜罐車
Molasses Tank
- P10MT20型
- P10MT50型
- P12MT30型
- P20MT50型：臺灣糖業公司自備貨車。
- P20MT100型：臺灣糖業公司自備貨車。
- P20MT300型：臺灣糖業公司自備貨車。

### L：酒精罐車
alcohoL
- P10L70型：臺灣糖業公司自備貨車。
- P20L300型：臺灣糖業公司自備貨車。
- P30L1060型：臺灣菸酒公司自備貨車。

### YT：硝酸罐車
hYdrogen Tank
- P35YT1000型：臺灣肥料公司自備貨車。

### HT：鹽酸罐車
Hydrochloric Tank
- P30HT800型
- P30HT1000型

### ST：硫酸罐車
Sulphuric Tank
- P30ST750型：臺灣肥料公司自備貨車。
- P30ST1000型

### NT：丙烯腈罐車
Nitric Tank
- P29NT100型：東華合纖公司自備貨車。
- P30NT1000型：東華合纖公司自備貨車。

### AT：液氨罐車
Ammonia Tank
- P20AT800型：臺灣肥料公司自備貨車。
- P20AT900型
- P20AT1000型：中國石油化學開發公司自備貨車。
- P20AT1100型：臺灣肥料公司自備貨車。

### VT：氯乙烯罐車
Vinyl Tank
- P25VT300型
- P30VT200型：1968年日本三菱重工業製。
- P30VT400型：1967年日本川崎車輛製。
- P30VT1000型：1979年日本川崎車輛製。

### ET：二氯乙烷罐車
Ethylene Tank
- P33ET100型

### CT：液碱罐車
Caustic soda Tank
- P20CT600型：臺灣碱業公司自備貨車。
- P30CT700型：臺灣碱業公司自備貨車。
- P35CT150型：臺灣塑膠公司自備貨車。

### CHT：水泥罐車
Cement Hopper Tank
- P30CHT100型：幸福水泥自備貨車。

### 其它罐車
- 35G6000型：此罐車為35G6000型敞車拆除四周側板並加上罐體組成。
- 35GF5000型：此罐車為35GF5000型代用平車加上罐體組成，現存加裝20L758罐體之35GF5053保存於國家鐵道博物館。

### CW：煤水車
Coal Water
- 14CW8000型：由15G8000型改造14CW8944一輛，主要附掛於CK124蒸汽機車後方。

### AK：專用守車
cAboose braKe
- 3AK2000型：1965～1968年臺灣唐榮臺北機械廠製，目前14輛在籍。
- 3AK2500型：1971年臺灣機械公司製，目前15輛在籍；3AK2505保存於潮州基地鐵道文化園區。

### CK：篷守車
Covered braKe
- 3CK900型
- 3CK1000型
- 3CK1500型：1966年臺灣臺鐵臺北機廠製，目前21輛在籍；3CK1514保存於國家鐵道博物館籌備處、3CK1573保存於車埕車站。
- 3CK2000型：1978年臺灣唐榮臺北機械廠製，目前17輛在籍。
- 3CK2100型：1981年臺灣唐榮臺北機械廠製，目前20輛在籍；3CK2109保存於舊打狗驛故事館。
- 6CK30型
- 6CK90型
- 6CK100型
- 6CK460型
- 6CK600型
- 9CK100型
- 9CK160型
- 10CK10000型：出現於1961年臺鐵車籍中，於1969年被改回25C10000型篷車。

### GK：敞守車
Gondola braKe
- 7GK10型：1922年臺灣臺鐵臺北機廠製。
- 10GK1000型
- 10GK8000型：1976～1977年臺灣臺鐵臺北機廠以15G8000型敞車改造，已全數報廢除籍。
- 21GK10000型：出現於1961年臺鐵車籍中，於1969年被改回25G10000型敞車。

## 工程車、搶修車

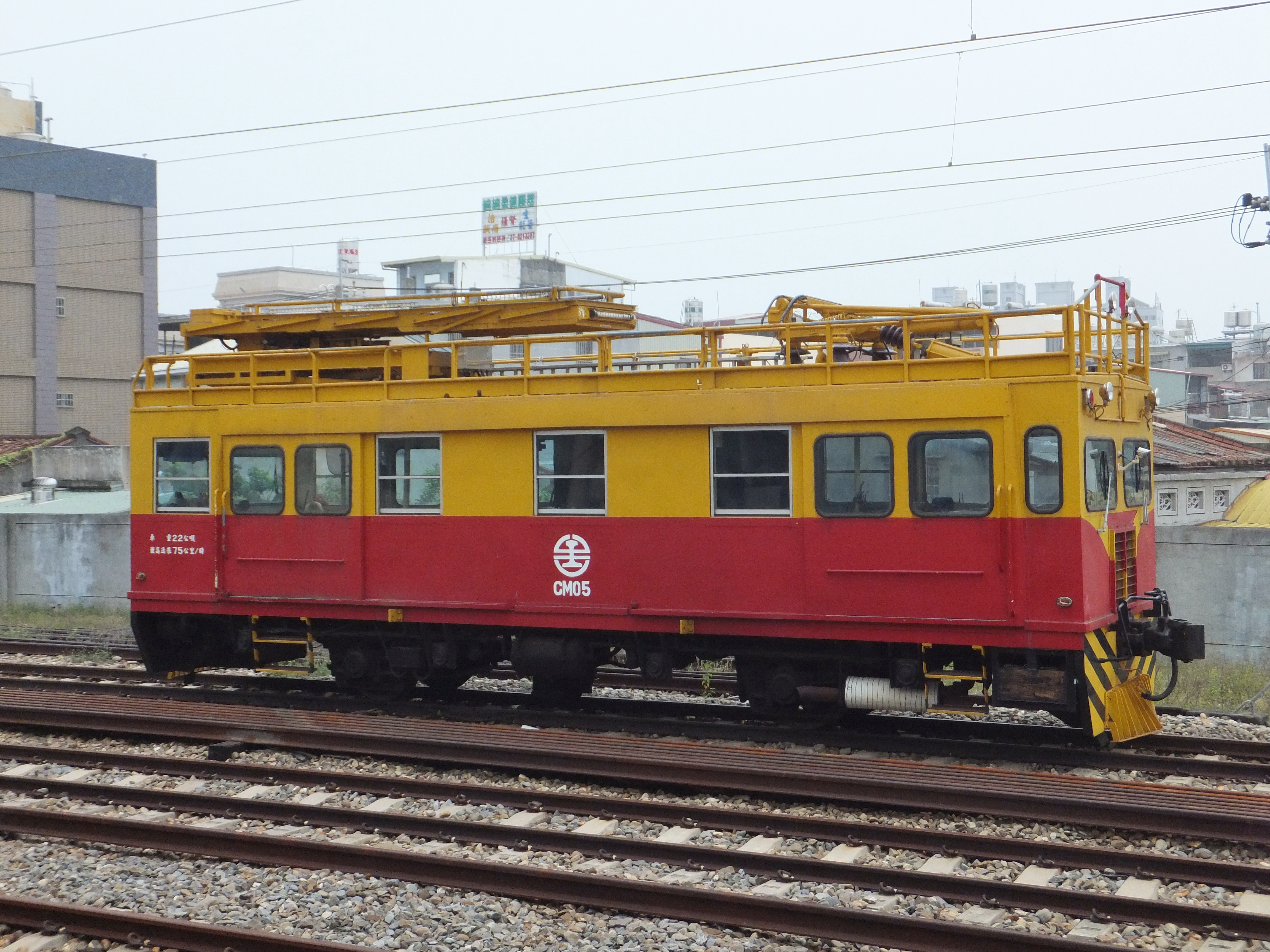
CM05 電車線維修車

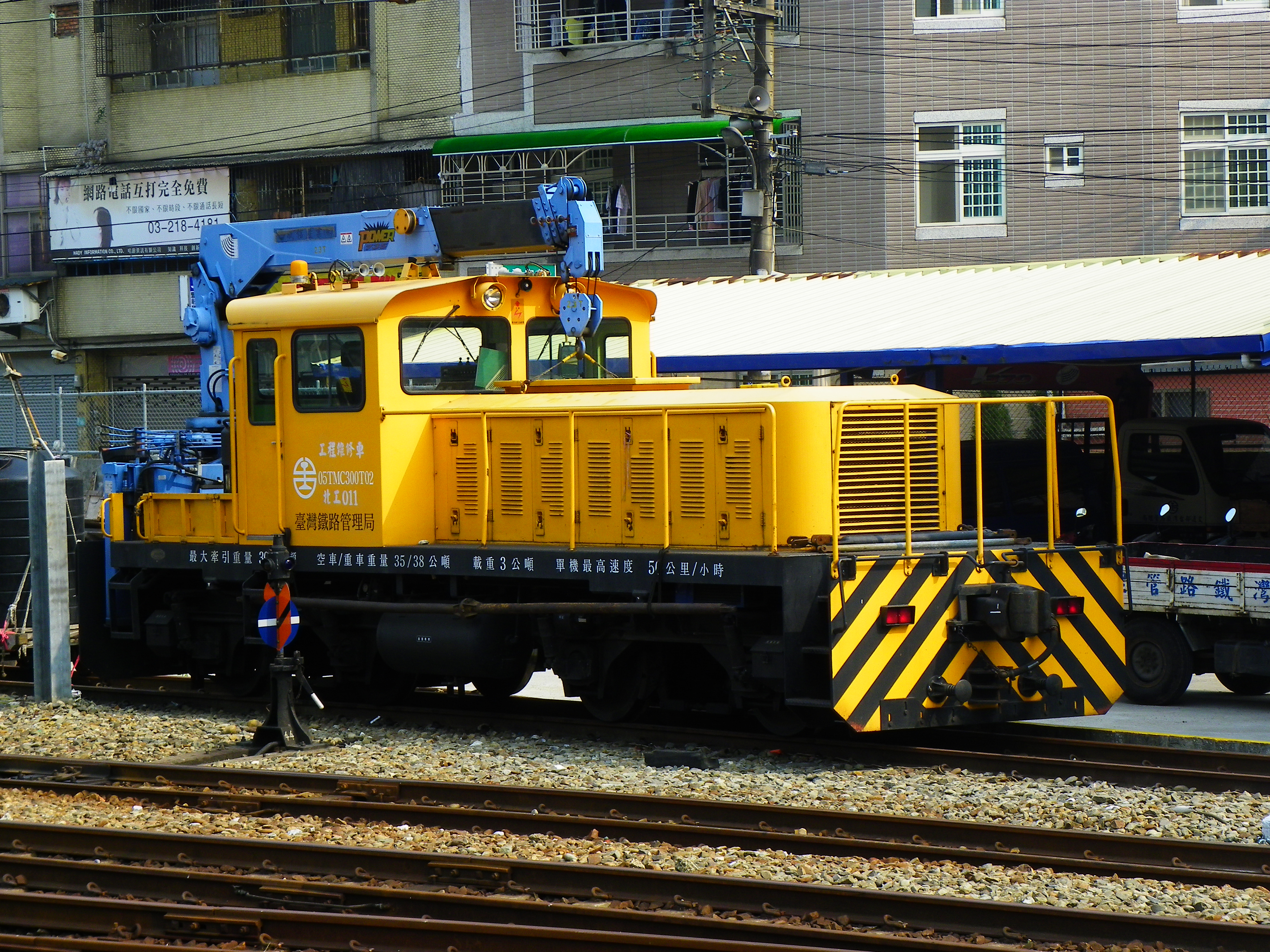
北工011 動力軌道吊桿車

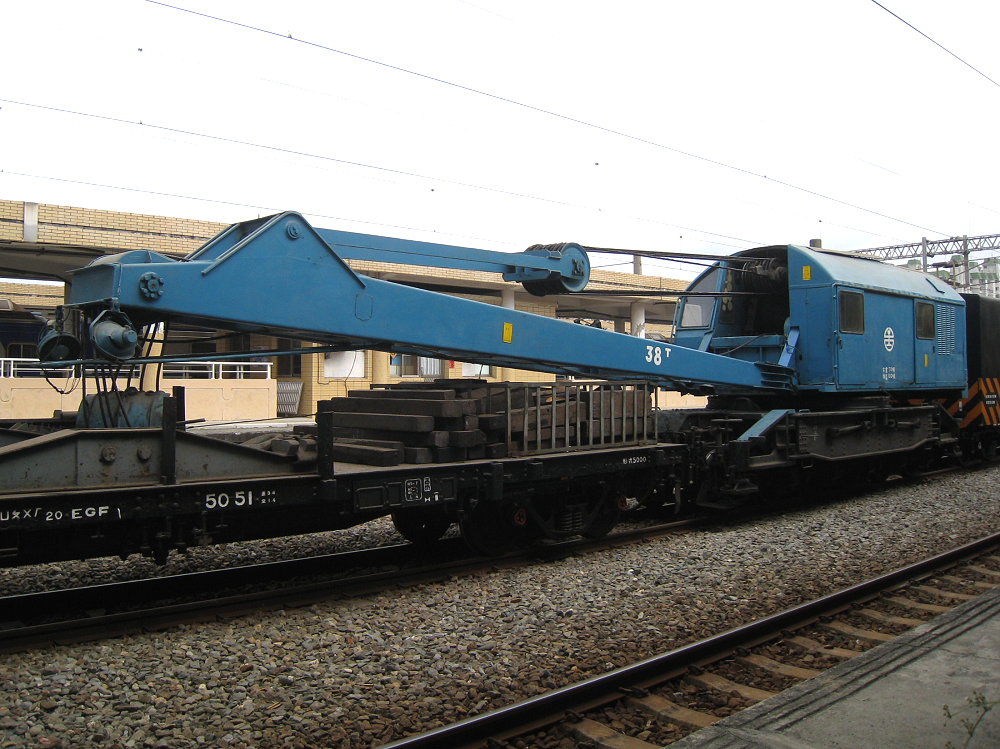
38噸救險吊車

### 養路用車
- 砸道機
- 篩碴機
- 整碴機
- 夯碴機
- 焊軌機
- 軌道動態穩定車：車身編號804，Plasser & Theurer DGS 62 N型。[2]
- 鋼軌削正車
- 超音波軌道探傷車：澳洲Rail Technology International製。
- 軌道淨空檢查車
- 枕木抽換車
- 軌框搬運機：2005年法國GEISMAR製。
- 巡道車
- 橋梁檢查車
  - CBT01：2009年中國金鷹重型工程機械製，由臺灣索道有限公司於2010年引進一輛。
- 綜合軌道檢查車
  - PV6：瑞士Matisa（德语：Matisa）製。
  - EM80：1980年美國Plasser American Corp製。
  - KE100：2017年5月臺灣鑫通資源股份有限公司製（驗收未過已停用）。
  - DR2800：2022年10月委託臺灣車輛公司以DMU2800柴聯車（編組2819-2860-2820）改造。
- 電搖車

### 電車線用車
- 維修、架線用車
  - CM01－CM06：日本堀川工機製。
  - CM07－CM12：德國Windhoff（英语：Windhoff）製。
  - CMB13：德國Windhoff製。
  - CMB14－CMB19：奧地利Plasser & Theurer（德语：Plasser & Theurer）製。
  - CM20：奧地利Plasser & Theurer製。
  - CMB21：德國Windhoff製。
  - CM21、CM22
  - CMB22、CMB23：臺灣唐榮鐵工廠製。
  - CMB24－CMB28：中國金鷹重型工程機械製。
  - CMB29、CMB30：2004年8月臺灣泰華實業（現為煜翔機械）以DR2700型之40DR2712、40DR2719進行改造。
  - CM31、CM32：2004年7月臺灣嘉義機械廠製。
  - CMB31、CMB32：2010年5月臺灣車輛製。
  - CMB33：2013年中國金鷹重型工程機械製。
  - CMB34、CMB35：2014年2月韓國新盛系統製。
  - CMB36－CMB41：2014年－2015年中國金鷹重型工程機械製。
  - CMB43－CMB49：韓國新盛系統製。[3][4][5]
  - CW01：德國Windhoff製。
  - HPO1－HPO4：2000年、2003年臺灣皇車工業製。
  - FP01－FP09：2007年臺灣皇車工業製。
  - DP03－DP06：法國GEISMAR製。
- 電車線電力檢查車
  - CIV01：哥倫比亞Fairmont Tamper（現為Harsco（英语：Harsco））製。
- 電車線絕緣礙子清洗車
  - 3EW100型：3EW101由15F94平車改造、3EW102與3EW103分別由15F123、15F140平車改造；目前僅存3EW102在籍，3EW103保存於國家鐵道博物館籌備處。

### 吊車
- 動力軌道吊桿車
  - RC01－RC05：2001年－2002年臺灣皇車工業製。
  - RC06：2009年臺灣皇車工業製。
  - RC07、RC08：2010年5月臺灣車輛製。
  - RC09、RC10：2014年韓國新盛系統製。
  - RC11－RC15：韓國新盛系統製。[3][4]
- 救險吊車
  - 蒸氣吊車
    - 65噸：1950年日本日立製，現保存於彰化機務段。

  - 柴油吊車
    - 38噸（原45噸）：1958年日本日立製，配屬高雄機務搶修隊，現已報廢除籍，預計放置於潮州基地鐵道文化園區內展示。
    - 50噸：1963年日本日立製，配屬花蓮機務搶修隊，現已報廢出售。
    - 65噸：德國Leo Gottwald（德语：Leo Gottwald）製，配屬花蓮機務搶修隊。
    - 88噸：2002年10月中國山海關橋梁廠製，配屬彰化機務搶修隊。
- 鋼梁吊車
  - 28噸
  - 30T-A：1964年日本日立製，已於2004年報廢解體。
  - 30T-B：1978年日本近畿車輛製。

### 宿營車、貨車
- 宿營車（Engineering Service）
  - 10ES300型：以10P300型豬車改造。
  - 10ES500型：以10K500型家畜車改造，目前10輛在籍。
  - 10ES1700型：以10C1700型篷車改造，僅存10ES1710一輛。
  - 10ES2000型：以15V2000型通風車改造，僅存10ES2048一輛。
  - 10ES17000型：以17C17000型篷車改造，僅有10ES17001一輛。
  - 15ES5000型：以15C5000型篷車改造。
  - 15ES7000型：以15C7000型篷車改造。
  - 15ES8000型：以15C8000型篷車改造，目前14輛在籍，15ES8575保存於國家鐵道博物館籌備處。
  - 15ES16000型：以15C16000型篷車改造。
  - 25ES2050型：原為25TPK2050型三等客守車。
  - 25ES2400型
  - 25ES10000型：以25C10000型篷車改造。原有25ES10015屬於焊軌隊，後因保存車25C10077之車體鏽蝕嚴重不堪修復，而將25ES10015車體做為25C10077使用，而25ES10015則報廢。
  - 30ES2500型：原為30SPK2500型二等客守車。
  - 30ES32200型：以40TP32200型客車改造。
  - 30ES32300型：以30SP32300型客車改造，現有30ES32375保存於潮州基地鐵道文化園區。
  - 30ES32400型：以35SP32400型客車改造。
  - 30ES32550型：以35SP32550型客車改造。
  - 30ES32600型：以35SPK32600型客車改造。
  - 30ES32700型：以35SPK32700型客車改造。
  - 30ES32770型：以35TPK32770型客車改造。
  - 30ES32800型：以35TPK32800型客車改造。
  - 30ES32850型：以35TPK32850型客車改造。
  - 35ES21000型：以35C21000型篷車改造，現有35ES21185屬於焊軌隊。

- 瞭望車（Engineering OBservation）
  - 30EOB32300型：以30SP32300型客車改造，30EOB32389目前保存於國家鐵道博物館籌備處。

- 篷車（Emergency Covered）
  - 10EC160型：由10C160型篷車改造。
  - 10EC1100型：由10C1100型篷車改造。
  - 15EC8000型：由15C8000型篷車改造，目前6輛在籍，15EC8074保存於舊打狗驛故事館。
  - 30EC9000型：由30C9000型篷車改造，目前30EC9005、9006在籍。
  - 35EC21000型：由35C21000型篷車改造，目前13輛在籍。
  - 35EC23000型：由35C23000型篷車改造為35EC23023一輛。
  - 35ECK21000型：由35C21000型篷車改造，目前9輛在籍。
  - P20ECK1000型：臺灣的交通部鐵路改建工程局自備貨車，由30C20000型篷車改造。

- 非常車（Emergency）
  - 6E30型：由9C30型篷車改造。
  - 7E20型：由9C20型篷車改造。
  - 9E10型：由10C10型篷車改造。
  - 10ER100型：由10R100型冷藏車改造。
  - P10EK100型：臺灣交通部鐵工局自備貨車，現已報廢消失。

- 平車（Engineering Flat）
  - 15EF10型：以15F10型平車改造，現有15EF19保存於舊打狗驛故事館
  - 15EF120型：以15F120型平車改造，現有15EF122保存於潮州基地鐵道文化園區。
  - 15EF200型：以15F200型平車改造。
  - 20EF300型：以20F300型平車改造，現有20EF324保存於彰化機務段。
  - 20EF5000型：以35F5000型平車改造。
  - 35EF5000型：以35GF5000型代用平車改造，現有35EF5002、5003、5007在籍。
  - 25EF6000型：以35F6000型平車改造，現有25EF6092配置於花蓮機務段作為搶修用車。
  - 35EF20000型：以35F20000型平車改造。
  - P15EF200型：以35F20000型平車改造，臺灣交通部鐵工局自備貨車。
  - P20EF1000型：以30C25000型篷車改造，臺灣交通部鐵工局自備貨車。
  - P20EF6000型：臺灣交通部鐵工局自備貨車。
  - P30EF6500型：臺灣交通部鐵工局自備貨車，以35F6500型平車改造。

- 代用平車
  - 20EGF5000型。
  - 20EGF6000型：20EGF6084一輛。
  - 20EGF21000型：以36GF21000型代用平車改造。
  - 30ECF25000型：以30C25000型篷車改造。
  - 35EGF6000型：以35GF6000型代用平車改造。
  - 36EGF21000型：以36GF21000型代用平車改造為36GF21005一輛。
  - P25EGF6000型：臺灣交通部鐵工局自備貨車。

- 敞車（Engineering Gondola）
  - 15EG8000型：以15G8000型敞車改造，現有3輛；15EG8436保存於潮州基地鐵道文化園區。
  - 35EG6000型：以35G6000型敞車改造。
  - 35EG20000型：以35G20000型敞車改造。
  - P20EG1000型：臺灣交通部鐵工局自備貨車，以35G6000型敞車改造。

- 代用敞車
  - 10EKG600型：以10K600型家畜車改造10EKG603一輛。

- 水櫃、水罐車（Engineering Water）[6]
  - 10EW10型：1931年臺灣臺鐵高雄機廠製，現存10EW11展示於車埕車站。
  - 12EWK100型：由CT150型之煤水車改造並附有車長室，現已報廢消失。
  - 13W10型：由CT150型之煤水車改造，現已報廢消失。
  - 25EW200型：由35F6000型平車改造，現有25EW203附掛於3EW102電車線清洗車使用。
  - 25EWK200型：由35F6000型平車改造並附有車長室，現已報廢消失。

- 守車
  - 3EK900型：由3CK900型篷守車改造。
  - 3EK1500型：由3CK1500型蓬守車改造。
  - 3EK2500型：由3AK2500型專用守車改造。
  - 3CK2100型：現有3CK2118、2122編制於搶修用車輛。
  - 6EK30型：由6CK30型篷守車改造。

- 電車線線輪車：2009年臺灣皇車工業製，無型式。

- 烘軌車

- 平臺車

- 鐵擔車

- 附吊桿滑輪組鐵擔車

## 調動機

### 10噸級
- DL000型：日本輸送機、臺灣北晟重機製。
- DL100型：日本協三工業製。

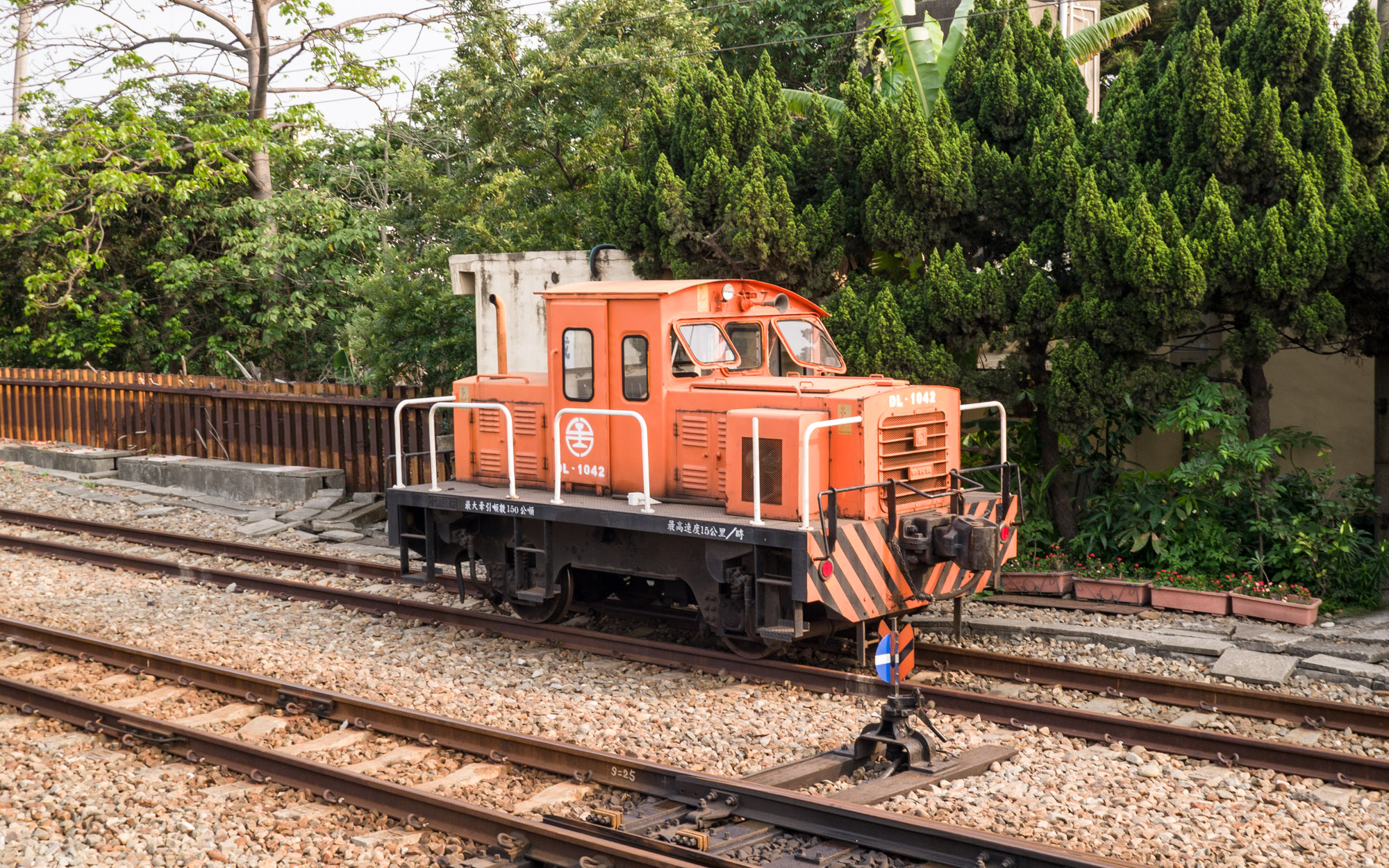
DL1042在成功車站（該車已移至台北機廠博物館內，將作為動態保存車）

- DL1000型：日本協三工業、臺灣北晟重機、臺灣乾佑工業、臺灣安順機械製44輛。
- DL1100型：臺灣北晟重機製。
- DL6000型：臺灣安晟重工製。

### 20噸級
- DL2000型：臺灣北晟重機製。

### 25噸級
- DL2500型：南韓新盛系統製，為台鐵最新型的調動機。

## 舊臺東線車輛

### 機車

#### 蒸汽機車
- LCK10型：1913年英國Andrew Barclay Sons & Co.（英语：Andrew Barclay Sons & Co.）製2輛。
- LCK20型：1910年、1911年美國Vulcan Iron Works（英语：Vulcan Iron Works）製4輛。
- LCK30型：1913年、1928年德國Orenstein & Koppel（英语：Orenstein & Koppel）、日本車輛製2輛。
- LCK40型：1941年日本片岡鐵工所製2輛。
- LDK50型：1915年－1938年美國H.K. Porter, Inc.（英语：H.K. Porter, Inc.）、日本汽車製造株式会社、日本車輛、日本日立製作所製13輛。
- LDT100型：1941、1942年日本車輛製4輛。

#### 柴液機車
- LDH200型：1968年10月日本車輛製，後來改為1067mm軌距並編為DH200型。
- LDH100型：1970年10月臺灣臺鐵花蓮修理廠製。

### 機動車

#### 汽油客車
Light rail Second GAsoline car
- LSGA2000型：1932年日本車輛製。
- LSGA2020型：1937年日本車輛製。
- LSGA2040型：1937年日本車輛製。日治時代與LSGA2020型同為1100型，臺鐵接收後因內部座位配置不同而編為LSGA2040型。
- LSGA2100型：1939年日本車輛製。

#### 柴油客車
Light rail Diesel Rail car
- LDR2000型：由LSGA2000型改造。
- LDR2020型：由LSGA2020型改造。
- LDR2040型：由LSGA2040型改造。
- LDR2100型：由LSGA2100型改造。
- LDR2200型：1956年臺灣臺鐵臺北機廠、花蓮機廠製4輛。
- LDR2300型：1962年－1971年日本東急車輛、臺灣臺鐵花蓮機廠製10輛。
- LDR2400型：1967年臺灣臺鐵花蓮機廠製。

### 客車
- LSTP1200型
- LTP1300型
- LTP1320型
- LTP1340型
- LTP1400型
- LTPB1360型
- LTPB1370型：現存LTPB1375
- LTPB1400型
- LTPB1700型：由LDR2000型卸除引擎後改為LTPB1700型。
- LTPB1710型：由LDR2020、LDR2040型卸除引擎後改為LTPB1710型。
- LTPB1800型：東線光華號用拖車，現存LTPB1813
- LTPB1900型

### 客臥車
- LTPS1100型：現存LTPS1102

### 客守車附行李車
- LTBK1600型
- LTBK1610型

### 花車
Light rail SAloon
- LSA1000型：原為花車，後來改造為LSTP1204號二三等合造客車使用。

### 郵政行李車
- LMBV1500型
- LMBV1550型

### 貨車

#### 篷車
Light rail Covered Car
- LCC5000型
- LCC5800型

#### 敞車
Light rail Open Car
- LOC7000型
- LOC7100型
- LOC7350型
- LOC7800型：1973年6月韓國機械製。後來拓寬為1067mm軌距並改為25G11000型。

#### 平車
- LCFC9700型
- LCFC9800型
- LCFC9850型

#### 罐車
Light rail Fuel Tank
- LFT7600型

#### 篷守車
Light rail Covered Car Brake van
- LCCB6200型

#### 敞守車
Light rail Open Car Brake van
- LOCB8000型
- LOCB8300型

## 備註
1. ↑  車輛形式前方所註記之P（Private）表示自備車輛，須由臺灣鐵路管理局同意寄編車籍，並訂立契約後才可於臺灣鐵路管理局本線上運轉
2. ↑  Yu, Blair. . Blair's 鐵道攝影. 2021-11-22  [2023-02-03]. （原始内容存档于2023-02-03）.
3. 1 2  Yu, Blair. . Blair's 鐵道攝影. 2022-11-10  [2023-02-02]. （原始内容存档于2023-02-06）.
4. 1 2  Yu, Blair. . Blair's 鐵道攝影. 2019-05-03  [2023-02-02]. （原始内容存档于2023-02-02）.
5. ↑  Yu, Blair. . Blair's 鐵道攝影. 2020-09-10  [2023-02-02]. （原始内容存档于2023-02-02）.
6. ↑  臺鐵高雄機廠消防用水櫃車與65噸蒸汽吊車附屬水櫃車無型式。